# Dianthus longivaginatus
Dianthus longivaginatus är en nejlikväxtart som beskrevs av Karl Heinz Rechinger. Dianthus longivaginatus ingår i släktet nejlikor, och familjen nejlikväxter. Inga underarter finns listade i Catalogue of Life.